# Cantone di Fauquembergues
Il Cantone di Fauquembergues era una divisione amministrativa dell'arrondissement di Saint-Omer.
È stato soppresso a seguito della riforma complessiva dei cantoni del 2014, che è entrata in vigore con le elezioni dipartimentali del 2015.
Comprendeva i comuni di:
- Audincthun
- Avroult
- Beaumetz-lès-Aire
- Bomy
- Coyecques
- Dennebrœucq
- Enguinegatte
- Enquin-les-Mines
- Erny-Saint-Julien
- Fauquembergues
- Febvin-Palfart
- Fléchin
- Laires
- Merck-Saint-Liévin
- Reclinghem
- Renty
- Saint-Martin-d'Hardinghem
- Thiembronne